# Robert Täht
Robert Täht (Võru, 15 de agosto de 1993) é um voleibolista indoor profissional estoniano que atua na posição de ponteiro, com marca de alcance de 350 cm no ataque e 325 no bloqueio, que defendendo a seleção nacional conquistou dois títulos da Liga Europeia em 2016 e 2018, e obteve o bronze na edição da Challenger Cup de 2018.

## Carreira
O contato com o voleibol deu-se em 2003 em Võru SK como aluno de Urmas Tal, continuou em 2006-09 sob Aksel Saal e em 2009-12 enquanto estudava em Audentes sob a orientação de Raul Reiter. No nível do clube, seus treinadores foram Urmas Tali e Marko Mett  em 2010–12 no Valio Võru, na categoria profisisonal foi Rainer Vassiljev,  em 2010, onde permaneceu até 2012, formado no Ginásio de Esportes do Audentes em 2012, e a partir deste ano foi jogador do Tartu Bigbank sob o comando de Andrei Ojamets até o ano de 2015,  quando foi contratado para atuar pelo voleibol polonês e transferindo-se para o Cuprum Lubin e sendo atleta até 2018.Chegou ao voleibol turco na jornada de 2018-19 pelo Arkas SK, depois assinou contrato com Sir Safety Perugia para as competições de 2019-20, retornando a Polônia pelo Asseco Resovia.
Jogou em 2008–13 na seleção juvenil da Estônia e a partir de 2013 na seleção principal. Disputou as finais do Campeonato Mundial Sub-21 de 2013, alcançando o décimo sétimo lugar, também terminou na décima primeira posição no Campeonato Europeu adulto de 2015,o décimo terceiro em 2017,  o vigésimo quarto  lugar em 2019 e o vigésimo primeiro em 2021. Na Liga Europa 2016 e em 2018, conquistou os títulos, obtendo o quarto lugar na edição de 2015 e 2019, e o título do Grupo III da Liga Mundial 2017.Foi premiado coomo melhor jogador de vôlei masculino da Estônia de 2016–19.
Tornou-se o campeão da Estônia em 2014 e o vencedor da Liga do Báltico em 2015. Pelo Sir Safety Conad Perugia conquistou a Supercopa da Itália em 2019. Pelo Skra Bełchatów obteve o terceiro lugar na na Taça CEV 2022, e  na temporada de 2022-23 foi atuar no voleibol brasileiro, pelo clube Farma Conde/São José, mas, sofreu uma grave lesão no joelho e apenas a cirurgia vai resolver, após entendimento com o clube, o atleta optou por voltar para a Estônia, onde vai passar pela cirurgia e ainda terá a família por perto..

## Títulos e resultados
- Grupo III da Liga Mundial de 2017
- Liga Ouro Europeia de 2019
- Liga Ouro Europeia de 2015
- Supercopa Italiana de 2019
- Campeonato da Estônia 2013-14
- Liga Báltica 2014-15

## Premiações individuais
- Melhor Jogador da Estônia do Ano de 2019
- Melhor Jogador da Estônia do Ano de 2018
- Melhor Jogador da Estônia do Ano de 2017
- MVP da Liga Europeia de 2016
- Melhor ponteiro da Liga Europeia de 2016
- Melhor Jogador da Estônia do Ano de 2016
- MVP da Liga Báltica de 2014-15
- Melhor sacador da Liga Báltica de 2014-15
- Melhor sacador da Liga Báltica de 2013-14
- Melhor Jovem Jogador da Estônia do Ano de 2011